# هورووشانی
هورووشانی (به چکی: Horoušany) یک منطقهٔ مسکونی در جمهوری چک است که در ناحیه پراگ-شرق واقع شده است.